# Factorio
Factorio ist ein Aufbau-Computerspiel mit Echtzeitstrategie-Elementen in einem futuristischen Szenario, entwickelt und veröffentlicht von Wube Software. Es erschien am 25. Februar 2016 als Early Access für Windows, macOS und Linux. Am 14. August 2020 verließ Factorio die Early Access Phase und wird weiterhin mit Aktualisierungen versorgt. Am 21. Oktober 2024 wurde das Basisspiel durch die Erweiterung Space Age um Elemente in der Spielwelt und im allgemeinen Funktionsumfang ergänzt und die Hauptversionsnummer auf 2 angehoben.

## Spielprinzip

### Allgemein
Das Spiel ist in einer simplen Top-Down-Grafik gehalten. Der Spieler ist infolge eines Unglücks auf einem fremden Planeten gestrandet. Zu Beginn muss der Spieler auf dem unbebauten Planeten selbst auf die Suche nach Rohstoffen gehen und diese fördern. Zunächst werden Kupfer- und Eisenerz benötigt und in Steinöfen weiterverarbeitet, aber auch Kohle muss zur Befeuerung dieser Öfen und später für die Stromversorgung beschafft werden. Mit den hergestellten Materialien gilt es, Fließbänder, Greifarme und Montagemaschinen herzustellen. Ziel des Spiels ist es, Wissenschaftspakete zu produzieren, mit deren Hilfe nach neuen Technologien geforscht und die Automatisierung immer weiter vorangetrieben werden kann. Die Komplexität nimmt dabei stets zu, so werden gegen Ende des Spiels beispielsweise komplexe Ölraffinerien und Produktionsanlagen benötigt.
Der fremde Planet ist von Aliens besiedelt, die den Spieler und seine Fabriken angreifen und sich infolge von erhöhter Umweltverschmutzung weiterentwickeln. Zur Verteidigung stehen dem Spieler verschiedene Handfeuerwaffen, Raketen, Geschütztürme, Panzer und Eisenbahngeschütze zur Verfügung. Es gibt jedoch auch die Option, dass die Aliens erst dann angreifen, wenn der Spieler als erster angreift.
„Gewonnen“ wird das Spiel durch das Ins-Weltall-Schießen einer Rakete vom Planeten Nauvis aus, wobei der Spieler das Spiel unendlich lang fortsetzen und die Fabrik weiter ausbauen kann.

### Mehrspieler
Im Mehrspielermodus können Spieler sowohl lokal als auch über das Internet gemeinsam eine Fabrik aufbauen. Sofern nicht anders festgelegt, teilen sich alle Spieler auf einem Server die erforschten Technologien, und können darüber hinaus Konstruktionspläne austauschen. Die feste Obergrenze für Spieler, die gleichzeitig auf einem Server spielen können, beträgt 65.535. Diese Zahl wurde allerdings nie erreicht; die größten Server schafften es bisher, bis zu 400 Spieler gleichzeitig zu bewältigen.

### Modifizierbarkeit
Der Inhalt des Basisspiels kann von Grund auf durch eine beliebige Anzahl sogenannter Mods modifiziert und erweitert werden. Diese werden in der Programmiersprache Lua entwickelt und können sowohl auf dem offiziellen Modportal als auch direkt im Spiel heruntergeladen werden.

## Entwicklung
2012 wurde die Entwicklung von Michal Kovařík begonnen, Ende 2012 kamen dann Tomas Kozelek als Programmierer und Albert Bertolin als Animator hinzu. Anschließend wurde im Februar 2013 über Indiegogo eine Finanzierungskampagne gestartet, die erfolgreich im März 2013 abgeschlossen wurde. Daraufhin erschien im März 2013 die erste Alpha-Version des Spieles. Im September 2014 wurde von den Entwicklern das Studio Wube Software gegründet, um das Spiel mit einem größeren Team zu entwickeln. Seit Anfang 2016 ist es bei Steam als Early-Access-Spiel erhältlich. Als Erscheinungstermin wurde der 14. August 2020 angekündigt. Die Entwicklermaxime “It is done, when it is done” – eine Anspielung auf die lange Entwicklungszeit von Duke Nukem Forever von 3D Realms – hat zuvor wiederholt zu Terminverschiebungen geführt. Mit Version 1.0.0 konnte am 14. August 2020 nach mehr als 4 Jahren die Early Access Phase verlassen werden.
Am 5. Februar 2021 wurde der Start der Entwicklung einer Erweiterung zu Factorio bekannt gegeben, die frühestens 2022 erscheinen sollte.
Im August 2023 veröffentlichten die Entwickler weitere Details zur Entwicklung der Erweiterung. So soll die Erweiterung den Namen „Factorio: Space Age“ tragen und sich mit der Entdeckung anderer, vordefinierter Planeten beschäftigen. Die Erweiterung wurde am 21. Oktober 2024 veröffentlicht.

## Rezeption
“There is something wonderfully pleasing about sitting back and watching your mechanical arms swing about, lifting and transporting your materials onto belts that whisk them to other arms and other factories and other belts.”

„Es hat etwas wunderbar Angenehmes, sich zurückzulehnen und zuzusehen, wie Ihre mechanischen Arme herumschwingen und Ihre Materialien auf Bänder heben und transportieren, die sie zu anderen Armen und anderen Fabriken und anderen Bändern befördern.“

Bis Anfang 2016 wurden 300.000, bis Ende 2016 über 900.000 Kopien des Spieles verkauft. Ende Mai 2017 wurden eine Million verkaufte Einheiten verkündet.
Bis Februar 2019 waren es 1,7 Millionen verkaufte Einheiten, zum Ende des Jahres 2019 wurde die Marke von zwei Millionen Einheiten erreicht.
Die Erweiterung Space Age wurde innerhalb der ersten Woche nach Verkaufsstart über 400.000 mal verkauft. Zum Veröffentlichungsdatum am 21. Oktober 2024 erreichten sowohl das Basisspiel als auch die Erweiterung kurzfristig den ersten und zweiten Platz der Steam-Bestsellercharts.

## ErweiterungSpace Age
In der Erweiterung Space Age zum Basisspiel Factorio wird die Spielwelt um weitere Planeten ergänzt. Vom Ausgangsplaneten des Basisspiels Nauvis kann die Fabrik in selbstgewählter Reihenfolge auf die Planeten Vulcanus (Vulkan-Planet), Fulgora (von einer früheren Spezies verlassener Planet mit Stürmen, Blitzen und allerlei High-Tech-Schrott) und Gleba (Sumpfland) ausgebaut werden. Der „finale“ Planet Aquilo (unbewohnter Eisplanet auf flüssigem Ammoniak) kann erst nach dem Besuch von Fulgora und Gleba angesteuert werden, um notwendige technologische Voraussetzungen erfüllt zu haben. Für die Reisen zwischen den Planeten werden sogenannte Space Platforms errichtet und auf interplanetare Reisen gesandt.
In Analogie zum Basisspiel wird ein Spiel der Erweiterung Space Age „gewonnen“, sobald mit einer für die Reise geeigneten Space Platform der Rand des Sonnensystems (ausgehend von Aquilo) erreicht wurde. Das Spiel kann endlos fortgeführt werden, um beispielsweise weitere Forschungsfortschritte zu erreichen.
Parallel zur Funktionsumfangserweiterung durch die Space Age wurde mit Version 2.0 auch das Basisspiel mit einer Vielzahl von Verbesserungen versehen.